# Arvid Knutsson Drake
Arvid Knutsson Drake, död troligen 1618, var en svensk militär, landshövding och hovman.

## Biografi
Arvid Drake var son till fältöversten Knut Håkansson (Hand) och Märta Arvidsdotter (Drake). 1574 upptog han med Johan III:s tillstånd sin mors släktnamn och kom mestadels att använda Drakesläktens vapen. 1576 blev han stallmästare hos Johan III och 1579 hovjunkare, var ryttmästare vid Östgötafanan 1582–1585 varunder han 1582–1583 deltog i det ryska fälttåget. Han var ryttmästare vid Smålands ryttare 1585–1596 och hade under den tiden 1589 uppgift att övervaka att inga hästar fördes ur landet och deltog även i ryska fälttåget 1591–1593. Arvid Drake ställde sig under konflikten mellan kungen och hertig Karl på hertigens sida och undertecknade 1593 Uppsala mötes och 1595 Söderköpings riksdags beslut. 1594-1603 var han även häradshövding i Ydre härad.
Under perioden 1596–1597 befann sig Drake ofta i hertigens närhet och deltog på hans uppdrag tillsammans med Olof Hård och Mickel Olsson i attacken mot en budbärare från kungen till Carl Gustafsson (Stenbock) på Kalmar slott inne på danskt territorium. 1597 utsågs han till ryttmästare för småländska adelns rusttjänst. Vid Sigismunds landstigning i Kalmar 1598 slöt han sig dock till kungen och blev en av arméns mer bemärkta befälhavare. Under Slaget vid Stångebro ledde Drake de svenska ryttare som tillsammans med polska knektar under Wladislaw Bekes skulle erövra Stora Stångebro. Man lyckades utan större motstånd erövra bron, men möttes på andra sidan av hertigens artilleri och tvingades efter stora förluster att dra sig tillbaka över ån. Under tiden hade det avgörande slaget stått vid Lilla Stångebro, och det var nu Drake som tillsammans med Arvid Göransson Svan inledde förhandlingar med hertigen. Efter slaget upplöste Sigismund i enlighet med Linköpingsfördraget sina svenska trupper, varpå smålandsryttarna återvände hem.
På hösten sändes Carl Carlsson Gyllenhielm och Samuel Nilsson till Småland för att trygga hertigens ställning här. Hertigen skickade brev till Drakes underlydande där han anklagades inte bara ha stött kungen utan även förtalat hertigen och angripit hans fogdar, samtidigt som han skickade hotande brev till Drake själv.
Arvid Drake lyckades dock utverka fri lejd för förhandlingar med hertigen, och utlovades nåd mot att de stödde hertigen i hans erövring av Kalmar slott. Drake deltog också med utmärkelse i belägringen och vistades efter Kalmar slotts fall en tid på slottet i hertigens närhet. Han deltog vid riksdagen i Stockholm 1599 och utsågs där tillsammans med Erik Brahe och representanter för prästerskapet och borgarna till deltagare i en beskickning att förhandla med de kungatrogna i Finland. Troligen spelade hans giftermål med Hebbla Eriksdotter, dotter till Arvid Eriksson (Stålarm), en avgörande betydelse för att han valdes ut. Hursomhelst var de flesta deltagarna tidigare anhängare till Sigismund.
Arvid Drake deltog inte i det efterföljande fälttåget i Finland 1599. Kort efter hertigens återkomst fick han på nytt bevisa sin trohet, då han vid rättegångarna i Linköping 1600 utsågs att sitta i domstolen bland krigsbefälen. Om han tillhörde de som yrkade på mildare domar eller yrkade på dödsstraffens verkställande är inte känt. Då Ture Bielke förhördes skickades Drake tillsammans med Anders Lennartsson till Sten Axelsson Banér och Erik Larsson Sparre för att kontrollera några av uppgifterna han lämnade verkade stämma. Då de anklagade 10 mars begärde få tala med ett utskott av rätten, hörde Drake till de som utsågs. Den protest de då överlämnade kom att bli vändpunkten i rättegången.
Drake förefaller inte ha följt hertig Karl till Livland, men 1601 överskeppade delar av den småländska adelsfanan, och Drake torde då ha följt dessa. Då han på grund av sjukdom vintern 1601–1602 lämnade hären föll han i onåd hos hertig Karl och måste vid riksdagen i Stockholm 1602 underteckna en ny trohetsförsäkran. Då hertig Karl senare samma år frigav några av de finländska adelsmän som stött Sigismund då han behövde deras insatser i livländska kriget, åberopade han sig på en förbön undertecknad av bland andra Drake. Han deltog även i 1607 års ständermöte, men tycks i övrigt ha hållit sig undan politiken.
Då Karl IX inför det danska krigshotet hösten 1610 avkrävde smålandsadeln en ny kungaförsäkran, stod Arvid Drakes namn främst.
Arvid Drake var en betydande godsägare. Han ägde och bebodde Hagelsrum sitt arvegods. 1590 erhöll han i förläning av Johan III Jordhult, Kulltorp, Ljustorp och Syserum i Tuna socken, Småland. Därutöver ägde han ett tjugotal gårdar i Ydre, mestadels förvärvade genom köp. 1612 förordnades han till landshövding över Kalmar län, med uppdrag att endast handha civila ärenden.

### Familj
Drake gifte sig 1584 Hebbla Stålarm. Hon var dotter till fältöversten Arvid Eriksson (Stålarm) och Beata Nilsdotter Grabbe. De fick tillsammans barnen Märta Drake som var gift med Nils Persson Silfversparre, ståthållaren Knut Drake (död 1639), hauptmannen Erik Drake, Beata Drake som var gift med majoren Lennart Nilsson Bååt, landshövdingen Hans Drake, Brita Drake (död 1645), Carin Drake som var gift med Anders Björnsson och Arvid Bröms och Sigrid Drake som var gift med ryttmästaren Erik Hierta och korpralen Bengt Eriksson.